# Матей Петридис
Матей (на гръцки: Ματθαίος, Матеос) е гръцки духовник, митрополит на Вселенската патриаршия.

## Биография
Роден е във Вриула с фамилията Петридис (Πετρίδης) около 1830 година. Служи като архидякон и протосингел на митрополит Софроний Амасийски. На 15 септември 1867 година е избран и на 17 септември в патриаршеската катедрала „Свети Георги“ е ръкоположен за дринополски митрополит. Ръкополагането е извършено от митрополит Паисий Видински в съслужение с митрополитите Неофит Корчански и Софроний Нишавски и епископ Дионисий Еритрейски. Като дринополски митрополит построява нова църква в Делвино, на мястото на разрушената в 1795 г. Полага грижи за образованието. Делвинската кондика го нарича разумен и енергичен човек, любител на изкуствата и с голям размах. Пли управлението му в Аргирокастро е основано първото девическо училище и е завършена новата църква в Делвино, съборена от мюсюлманите в 1795 година. Митрополит Матей плаща по десет лири годишно свои пари, за да издържа лекар на общината.
На 2 октомври 1876 година е прехвърлен за пелагонийски митрополит в Битоля. През февруари 1887 година оглавява Одринската епархия, като е уволнен в 1890 година.
Установява се във Вриула, където умира на 6 юни 1901 година.